# Dimitra Kalentzou
Dimitra Kalentzou (3 de janeiro de 1978) é uma ex-basquetebolista profissional grega.

## Carreira
Dimitra Kalentzou integrou a Seleção Grega de Basquetebol Feminino, em Atenas 2004, que terminou na sétima posição.